# Mistrzostwa Ameryki Północnej, Środkowej i Karaibów w Piłce Siatkowej Kobiet 1999
XVI Mistrzostwa Ameryki Północnej, Środkowej i Karaibów w piłce siatkowej kobiet odbyły się w 1999 roku w Monterrey (Meksyk). W mistrzostwach wystartowało 8 reprezentacji. Mistrzem została po raz dwunasty reprezentacja Kuby.

## Klasyfikacja końcowa
| Miejsce | Reprezentacja     |
| ------- | ----------------- |
|         | Kuba              |
|         | Stany Zjednoczone |
|         | Kanada            |
| 4.      | Dominikana        |
| 5.      | Portoryko         |
| 6.      | Meksyk            |
| 7.      | Kostaryka         |
| 8.      | Barbados          |